# Матросово (Сахалінська область)
Матросово (рос. Матросово) — село у Поронайському міському окрузі Сахалінської області Російської Федерації.
Населення становить 96 осіб (2013).

## Історія
З 1905 по 3 вересня 1945 року у складі губернаторства Карафуто Японії, відтак у складі Поронайського міського округу Сахалінської області.

## Населення
| 1935 | 1959  | 2002 | 2010 | 2013 |
| ---- | ----- | ---- | ---- | ---- |
| 582  | ↗2873 | ↘154 | ↘103 | ↘96  |